# Téteghem
Téteghem è un comune francese di 7 393 abitanti situato nel dipartimento del Nord nella regione dell'Alta Francia.

## Società

### Evoluzione demografica
Abitanti censiti